# Mannosamin
Mannosamin (kurz: ManN) ist ein Aminozucker der sich von der Mannose ableitet und zur Gruppe der Hexosamine zählt.
D-Mannosamin-Hydrochlorid ist ein Monosaccharid-Ausgangsmaterial für eine Reihe von biologisch funktionellen Derivaten und wird für die Synthese von acylierten Mannosaminen und Sialinsäuren verwendet.
Das an der Aminogruppe acetylierte N-Acetyl-D-mannosamin ist struktureller Bestandteil von Neuraminsäurederivaten, Glycolipiden und Glykoproteinen.